# Kemal Özdeş
Kemal Özdeş (Magnesia, 10 maggio 1970) è un allenatore di calcio ed ex calciatore turco, di ruolo centrocampista, tecnico del Kasımpaşa.